# Benasc
Benasc (en castellà, Benasque; en benasquès, Benás) és una vila i municipi de la comarca de la Ribagorça que dona nom a la vall on se situa i la llengua de transició que s'hi parla, el benasquès.

## Geografia
La vila és travessada pel riu Éssera. Constitueix un municipi destacat a la comarca de la Ribagorça i és el més septentrional de la Vall de Benasc; abasta el Parc Natural de Pocets-Maladeta i el pic de l'Aneto.
El seu terme municipal comprèn els pobles de Cerler (Sarllé), el poble més alt de la vall i Ancils (Ansils), situat a 1.123 metres d'altitud. El primer d'ells conegut per les seves pistes d'esquí.
Tradicionalment ha estat molt aïllat tant de França com d'Espanya. Abans de la construcció de la carretera del Congosto de Ventamillo (entorn de l'any 1916), arribar fins a Graus costava un dia de viatge, que únicament podia ser fet a peu o a cavall, fins a Banhèras de Luishon costava més de 10 hores i una mica menys fins a la Vall d'Aran.
A la vall de Remunyé del terme de Benasc, oberta entre la línia de crestes de la zona axial pirinenca, hi ha l'estany de Remunyé, a 2.700 metres d'altitud.

## Història
Hi ha qui diu que va ser fundada pels romans, que construïren uns primers banys d'aigua sulfurosa a la seva actual ubicació, tot i que aquest fet no està documentat. La referència documental més antiga, el Ròtul de Benasc, data del 1006 al 1018.

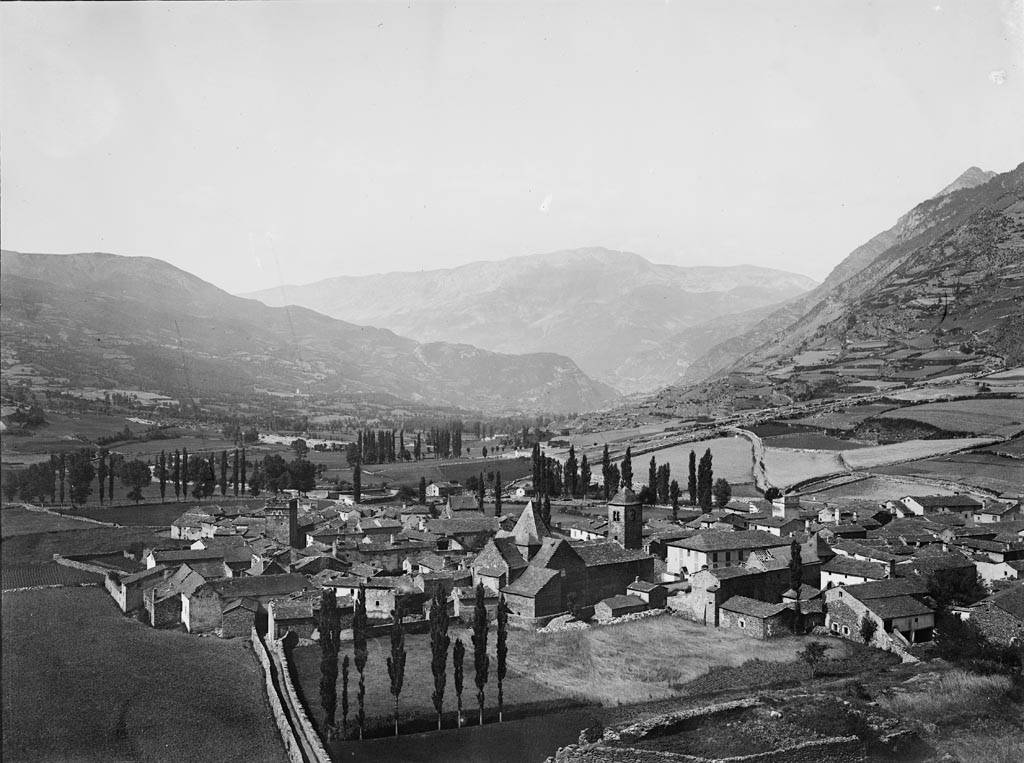
El poble de Benasc voltat de camps, el 1910

Al segle xi va ser incorporat al Comtat de Ribagorça, que acabaria formant part de l'antic Regne d'Aragó.
La població ha patit variacions al llarg de la seva història, arribant a un màxim de 1.750 habitants el 1870 i un mínim de 574 l'any 1970, moment que té lloc un fort èxode cap a les grans ciutats a tota la vall. Als primers anys del segle xxi ha tornat a assolir un nou màxim.

### Esdeveniments rellevants
El 1660 va partir un fort terratrèmol. Els anys 1727, 1834 i 1925 es van produir grans avingudes del riu Éssera que van causar nombrosos danys, entre ells la destrucció dels ponts de la vila.
L'any 1858 es va demolir, per Reial Decret, un castell que existia des del segle xiii sobre un turó a l'extrem nord del poble, per por a ser pres pels francesos.
Durant la Guerra civil espanyola, un incendi va destruir bona part de la vila.
L'any 1939, el Portilló de Benasc (2.444 m) va ser testimoni del dur pas de republicans que fugien a França.

## Economia
Tot i que ha girat tradicionalment entorn la ramaderia i en menor mesura l'agricultura, la silvicultura i el contraban (en segles anteriors), a les darreres dècades aquestes activitats s'han reduït a nivells anecdòtics, sent el turisme l'activitat econòmica principal.
Al primer terç del segle xx s'explotava una mina de pirita per sobre de Cerler (Sarllé). El producte es baixava en un telefèric de més de 3 km. Les seves restes encara avui es poden apreciar uns 500 metres abans de l'entrada a Benasc.
La creació i expansió de l'estació d'esquí de Cerler així com el creixent turisme de muntanya han impulsat la construcció de nombrosos hotels, edificis d'apartaments, restaurants i comerços.

## Esdeveniments i festes
Festes patronals de San Marsial el 30 de juny. Cerler (Sarllé) celebra les seves festes patronals el 10 d'agost (Sant Llorenç) i el 29 d'abril (Sant Pere Màrtir). Anciles (Ansils) el 29 de juny (Sant Pere).
Des del 1981 s'hi organitza a l'estiu el Torneig "Obert Internacional d'Escacs Vila de Benasc". A més, des de 1994 hi funciona a l'estiu el Benasque Center for Science Arxivat 2005-07-29 a Wayback Machine., on científics d'arreu del món tenen l'oportunitat de treballar i intercanviar idees en un entorn agradable.

## Llengua
Filològicament és conegut per ser el lloc de trobada del català i de l'aragonès, i parlar-s'hi un parlar de transició anomenat benasquès.

## Llocs d'interès

### Edificis
Al nucli urbà trobem:

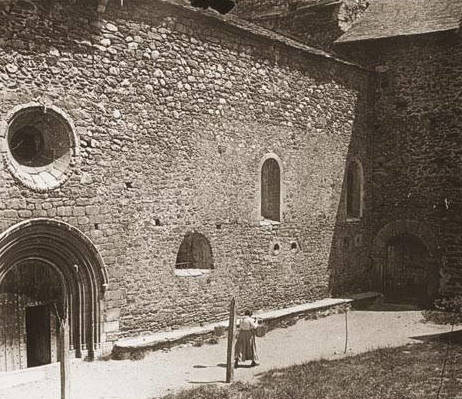
Façana de l'església de Santa Maria de Benasc el 1916

- L'església de Santa Maria, d'origen romànic (segle xiii)
- Palau dels Comtes de Ribagorça (renaixentista)
- Torreó de la Casa Juste
- Casa Faure

### Muntanyes i glaceres
El terme municipal de Benasc conté gran part del Parc Natural de Pocets-Maladeta on es troben nombrosos pics de més de 3.000 metres, agrupats en tres massissos principals:
- Massís de la Maladeta. Pics Aneto (3.404 m), Maladeta, Maleït, Margalida, Tempestats, Russell, Alba,…
- Massís de Pocets. Pics Pocets (3.375 m), Espades, Sud d'Eriste,...
- Massís de Perdiguero. Pics Perdiguero (3.222 m), Royo, Lliterola, Gorgs Blancs,...

Tot i que les glaceres dels Pirineus es troben en recessió a causa del canvi climàtic, encara es conserven a la vall de Benasc les majors glaceres pirinenques. En destaquen la Glacera de l'Aneto (amb unes 75 hectàrees) i la Glacera de la Maladeta.

## Festes
El 30 de juny se celebren les festes majors de Benasc en honor a Sant Marcial. En aquesta data es representa el "Ball dels homes", on, com indica el seu nom, només ballen els homes. La música d'aquest ball va inspirar l'Himne de Riego, interpretat el 1820 durant la revolució liberal. Aquest ball consta de 3 parts: l'arribada dels benasquesos al temple amb un ball per parelles davant de l'església, el ball al patró rodejant-lo i la victòria que es simbolitza en les "marradetes". Al dia següent, és el torn de les dones amb el "Ball de les dones".
Vegeu més Agenda del Valle de Benasque relacionada con fiestas

## Imatges

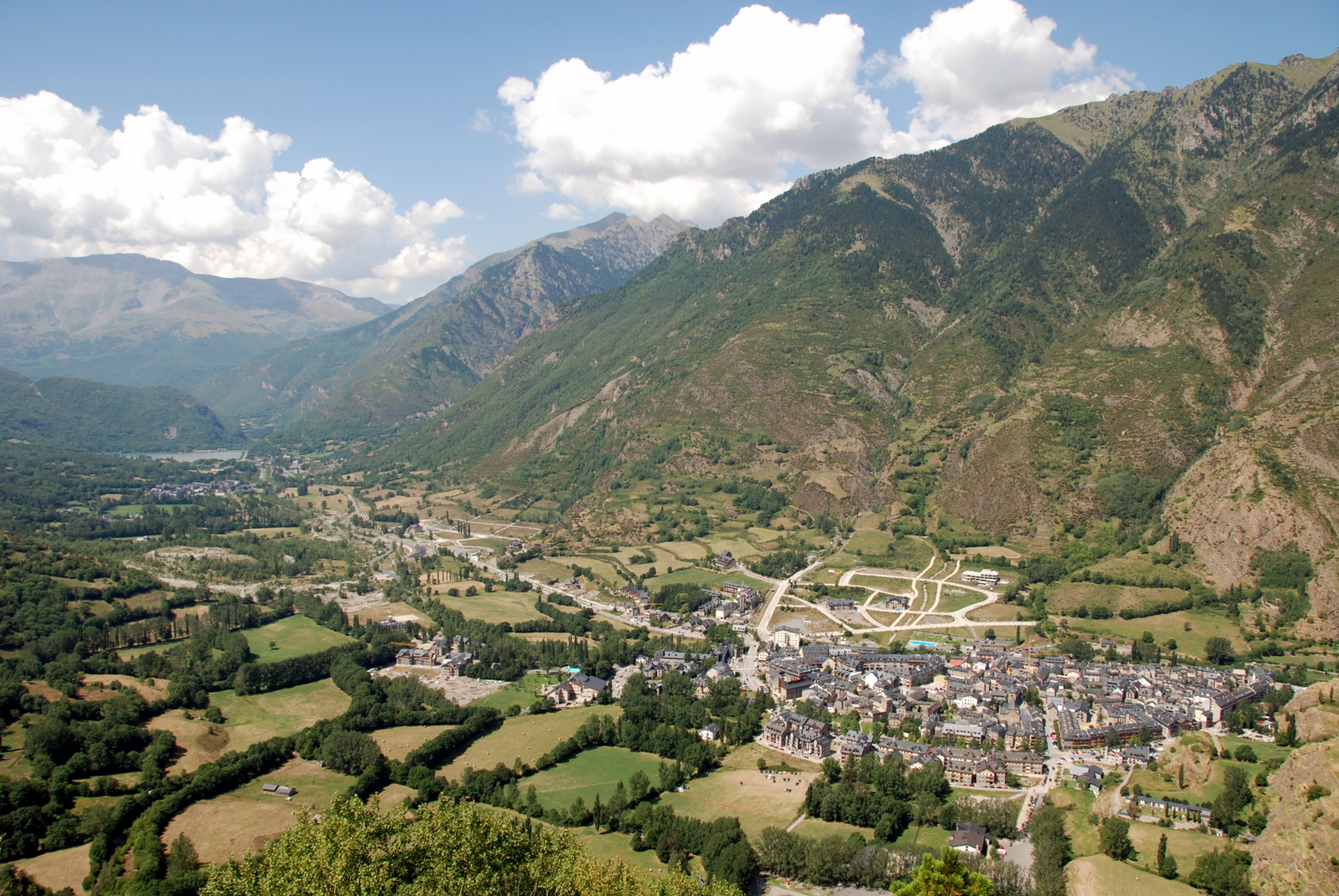
Benasc.
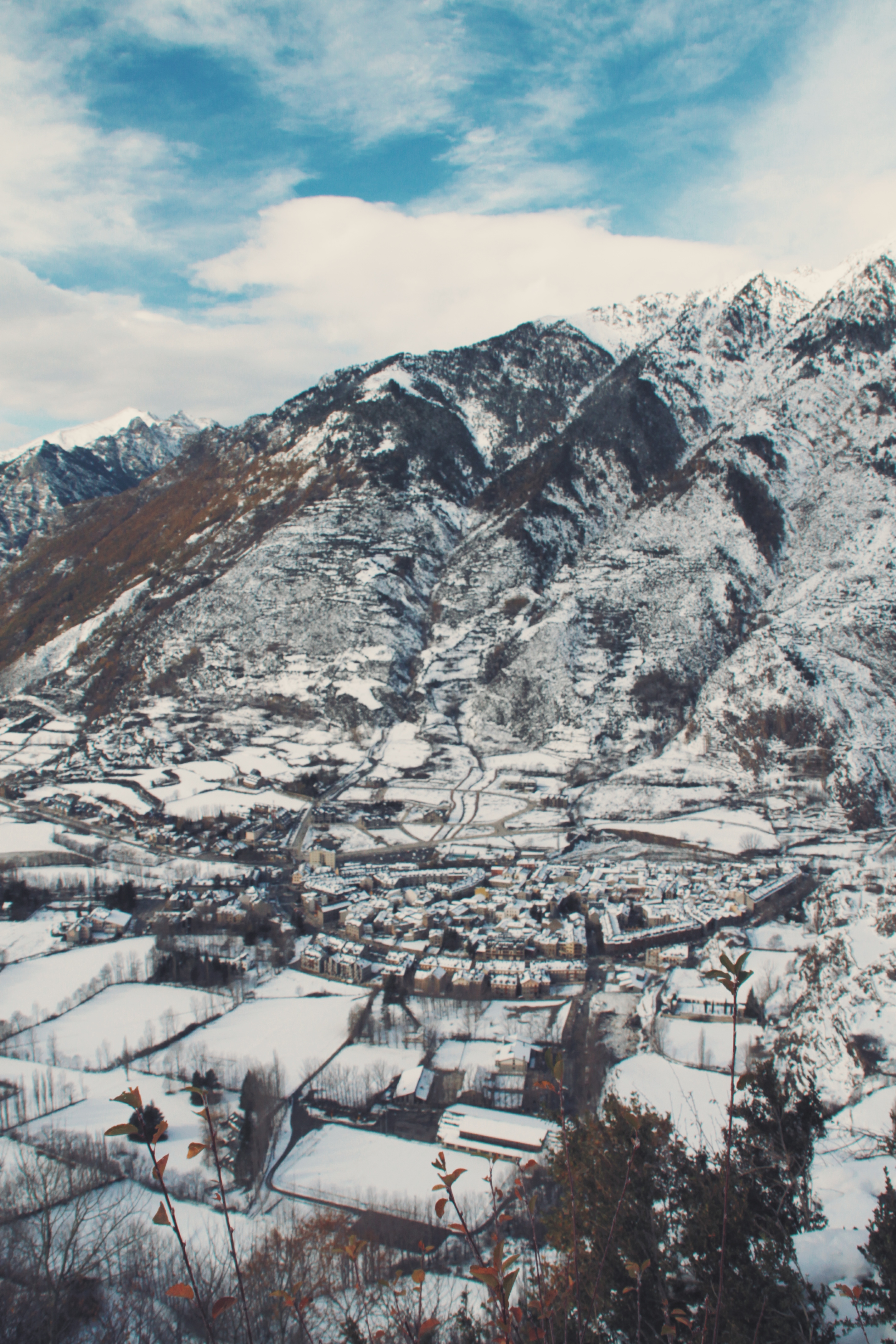
Benasc nevat.
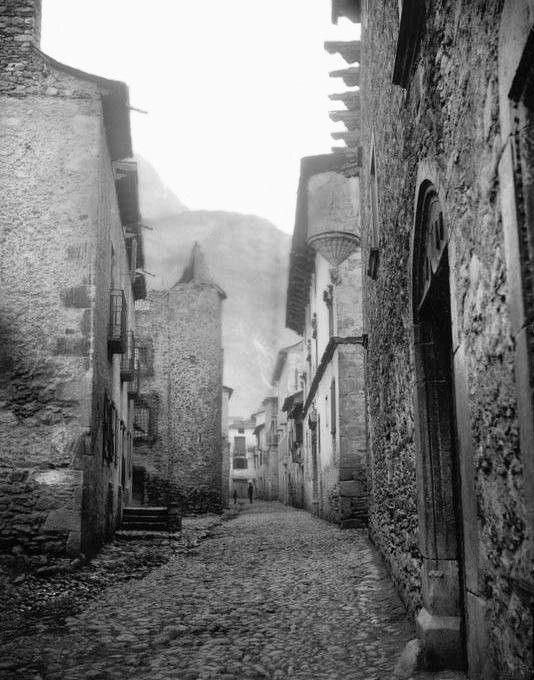
Carrer major de Benasc entorn de 1910